# Lloyds Bank
Lloyds Bank es un banco británico y uno de los mayores grupos bancarios mundiales.

## Historia
Los orígenes de Lloyds Bank datan de 1765, cuando el fabricante de botones John Taylor y el productor y comerciante de hierro cuáquero Sampson Lloyd establecieron un negocio de banca privada en Dale End, Birmingham. A través de una serie de fusiones, acabó por convertirse en uno de los "Cuatro Grandes" bancos del Reino Unido.
En 1995, se fusionó con el Trustee Savings Bank (TSB) y estuvo operando como Lloyds TSB Bank plc entre 1999 y 2013.
El 17 de septiembre de 2008, Lloyds anunció que había llegado a un acuerdo de fusión con el banco HBOS (Halifax-Bank of Scotland), propiciado por la fuerte depreciación de ese banco debido a la crisis de las hipotecas subprime o basura. Esta fusión crearía un gigante de la banca minorista, con un tercio de las hipotecas británicas.
En enero de 2009 se creó Lloyds Banking Group, sociedad que agrupa todos los negocios del grupo tras completar la adquisición de HBOS. Ese mismo año, el Gobierno británico tomó una participación del 43,4% en Lloyds Banking Group.
Al poco tiempo HBOS anunció pérdidas de 12.250 millones de euros (11.000 millones de libras), mucho mayores de lo que se esperaba, poniendo en peligro al propio Lloyds. Esto obligó al gobierno británico a dar más apoyo al banco aumentando su participación del 43 al 65%.
Como condición impuesta por la Comisión Europea en relación con las ayudas estatales, el grupo más tarde anunció que crearía un nuevo negocio independiente de la banca minorista, compuesto por un número de sucursales de Lloyds TSB y las de Cheltenham y Gloucester. La nueva empresa inició sus operaciones el 9 de septiembre de 2013 bajo la marca TSB. Lloyds TSB fue posteriormente rebautizado Lloyds Bank el 23 de septiembre de 2013. 

### En España
En el territorio español, la entidad operaba bajo la marca financiera de Lloyds Bank International, que fue formada el 1 de octubre de 2010 tras la fusión Lloyds TSB España y Banco Halifax Hispania.
El 29 de abril de 2013, Banco Sabadell acordó la adquisición del negocio en España y el 30 de junio se realizó la toma de control. Con posterioridad, se modificó la razón social de Lloyds Bank International, S.A.U. por Sabadell Solbank, S.A.U. El 21 de noviembre de 2013, el consejo de administración de Banco Sabadell aprobó la fusión por absorción del negocio de Lloyds en España. Entre el 14 y el 16 de marzo de 2014, se produjo la plena integración del negocio de Lloyds en España en Banco Sabadell con la unificación de los sistemas operativos y tecnológicos y el cambio de marca. De las 28 oficinas que tenía Lloyds, 7 pasaron a operar con la marca SabadellSolbank, la enseña especializada en clientes extranjeros no residentes del banco, y el resto se integró en otras marcas de Banco Sabadell.